# Lithobates brownorum
Espèce
Synonymes
- Rana berlandieri brownorum Sanders, 1973
- Rana brownorum Sanders, 1973

Statut de conservation UICN

 LC  : Préoccupation mineure
Lithobates brownorum est une espèce d'amphibiens de la famille des Ranidae.

## Répartition
Cette espèce se rencontre :
- aux États-Unis dans le sud du Nouveau-Mexique et dans le centre et l'Ouest du Texas ;
- au Mexique ;
- au Guatemala ;
- au Belize ;
- au Honduras ;
- au Nicaragua.

## Étymologie
Cette espèce est nommée en l'honneur de la famille de Bryce Brown.

## Publication originale
- Sanders, 1973 : A New Leopard Frog (Rana berlandieri brownorum) from Southern Mexico. Journal of Herpetology, vol. 7, no 2, p. 87-92.